# پرکلرات نقره
پرکلرات نقره (به انگلیسی: Silver perchlorate) با فرمول شیمیایی AgClO۴ یک ترکیب شیمیایی با شناسه پاب‌کم ۲۴۵۶۲ است. که جرم مولی آن ۲۰۷٫۳۱۹ g/mol می‌باشد. شکل ظاهری این ترکیب، بلورهای بی‌رنگ است.